# Luisenstädtischer Kanal
Der Luisenstädtische Kanal ist ein historischer innerstädtischer Kanal in der Berliner Luisenstadt, der die Spree mit dem Landwehrkanal verband. Er wurde 1852 eröffnet und verlief durch die späteren Ortsteile Kreuzberg und Mitte. Im Jahr 1926 wurde der Kanal bis auf das Engelbecken zugeschüttet und in eine Gartenanlage umgestaltet. Mit dem Bau der Berliner Mauer im Jahr 1961 verlief bis 1990 entlang des nördlichen Teils des Kanals die Grenze zwischen Ost- und West-Berlin. Seit 1991 wird die seit dem Zweiten Weltkrieg zerstörte Gartenanlage abschnittsweise rekonstruiert.

## Planung

Verlauf des ehemaligen Luisenstädtischen Kanals (hellblau) im Straßenbild der 2000er Jahre; rot eingezeichnet ist die ehemalige Sektorengrenze zwischen Ost- und West-Berlin

Im Jahr 1825 erstellte Oberbaurat Johann Carl Ludwig Schmid einen Bebauungsplan für das Köpenicker Feld, den Südteil der Luisenstadt. Schon in diesen ersten Planungen, die nie realisiert wurden, war ein Nord-Süd-Kanal zur Entwässerung und als Wasserweg vorgesehen. Nachdem 1840 Friedrich Wilhelm IV. preußischer König geworden war, wurde die städtebauliche Planung Berlins dem Landschaftsarchitekten und Stadtplaner Peter Joseph Lenné übertragen.
Aufbauend auf Schmids Plänen konzipierte Lenné den Entwurf eines Bebauungsplans, der den Flächenbedarf von Industrie- und Eisenbahnflächen besser berücksichtigte und sozial ausgewogener sein sollte. Er wollte den Landwehrkanal schiffbar machen und den schon bei Schmid vorgesehenen Verbindungskanal vom Landwehrkanal zur Spree übernehmen. Für Lenné hatten die sozialen Aufgaben der Stadtplanung einen hohen Stellenwert – Grünflächen zur Naherholung und Straßen und Plätze mit hohem Aufenthaltswert betrachtete er als notwendig für ein funktionierendes Stadtquartier.
Ganz in diesem Sinne sollte der Luisenstädtische Kanal mehr als nur ein Wasserweg sein, er sollte vielmehr ein als Schmuckzug gestalteter Straßenzug die gestalterische Mitte des neuen Stadtviertels bilden. So legte Lenné entsprechend Verlauf und Gestaltung des Luisenstädtischen Kanals in seinem 1839/1840 veröffentlichten Werk Projektirte Schmuck und Grenzzüge von Berlin mit nächster Umgebung fest.

## Bau

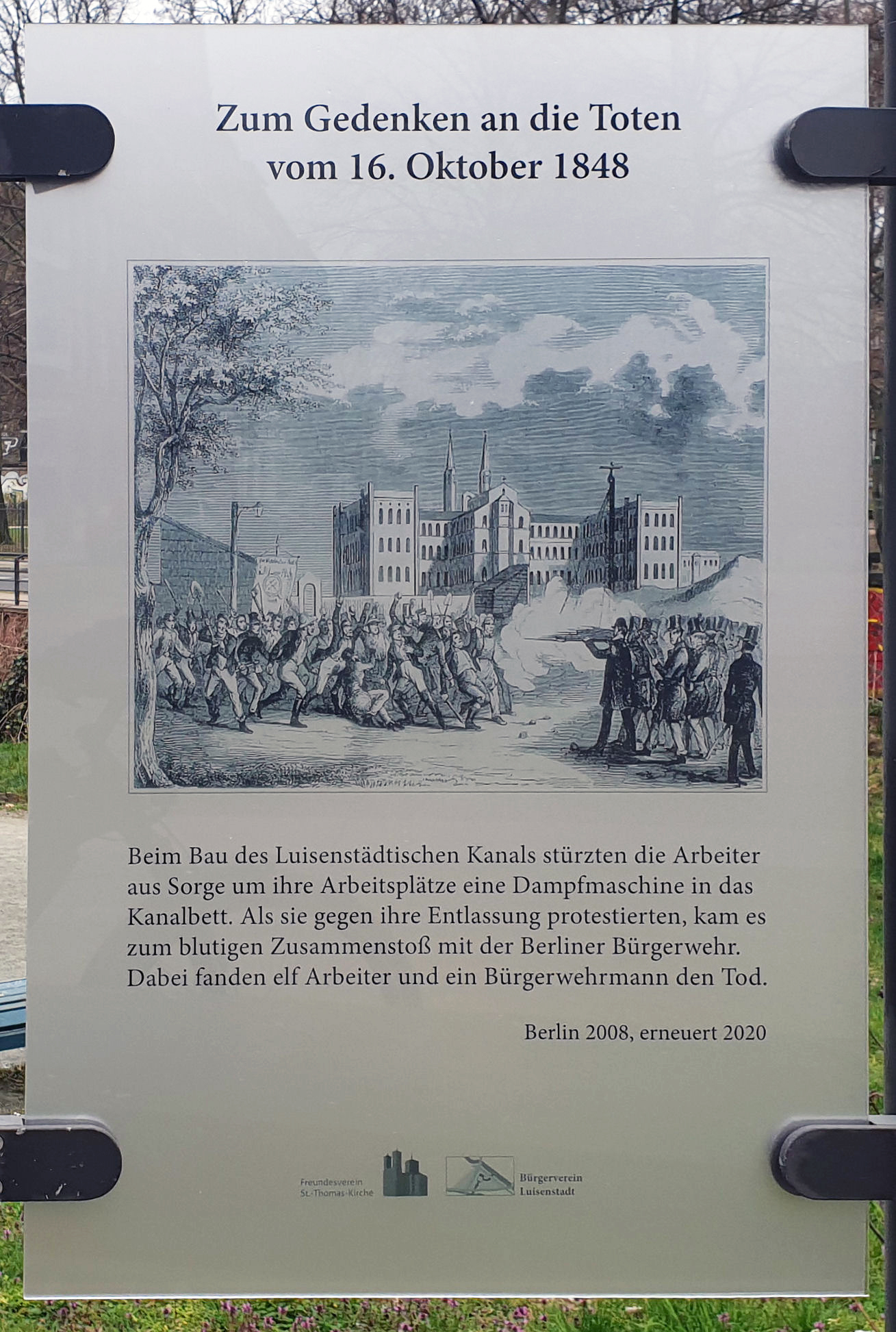
Die Toten vom
16. Oktober 1848

Der Bau des Luisenstädtischen Kanals begann 1848, zwei Jahre nach Fertigstellung des Landwehrkanals. Der Kanal sollte als Transportweg für Baumaterial dienen, als Stadtentwässerung und die Überschwemmungen der Spree kanalisieren. Vor allem aber diente der Bau als Arbeitsbeschaffungsmaßnahme, rund 5000 Arbeiter waren damit ohne größere technische Hilfsmittel beschäftigt. Im Oktober 1848 kam es zu blutigen Ausschreitungen der Arbeiter aus Furcht, ihre Arbeitsplätze an Baumaschinen zu verlieren.
Der Kanal hatte eine Länge von 2,3 Kilometern, eine Breite von 22,5 Metern und bei mittlerem Wasser war er 1,5 Meter tief. Die für Berlin untypischen Klinker-Ufermauern überragten den Wasserspiegel um rund drei Meter. Er wies nur eine minimale Steigung auf und war für Schiffe bis zu einer Tragfähigkeit von 175 Tonnen ausgelegt. Die Uferpromenade wurde mit „Kaiserlinden“ bepflanzt. An der Stelle, an der der Kanal die damalige Berliner Zollmauer durchfloss, wurde ebenfalls 1848 ein neues Tor, das Wassertor, erbaut.

## Verlauf

Cöpenicker Schleuse

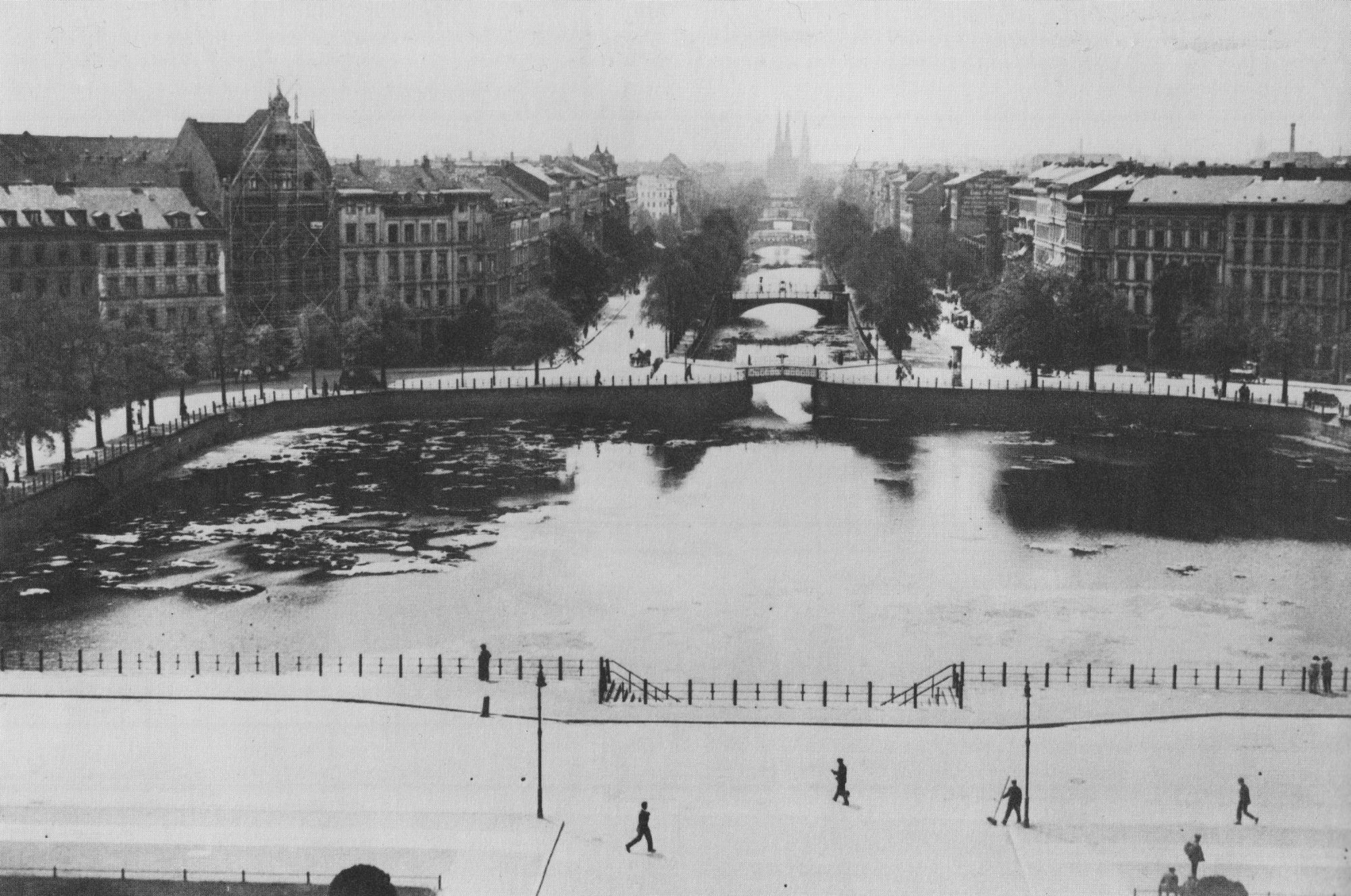
Luisenstädtischer Kanal mit Engelbecken, um 1900. Blick von der St.-Michael-Kirche in Richtung Südwest

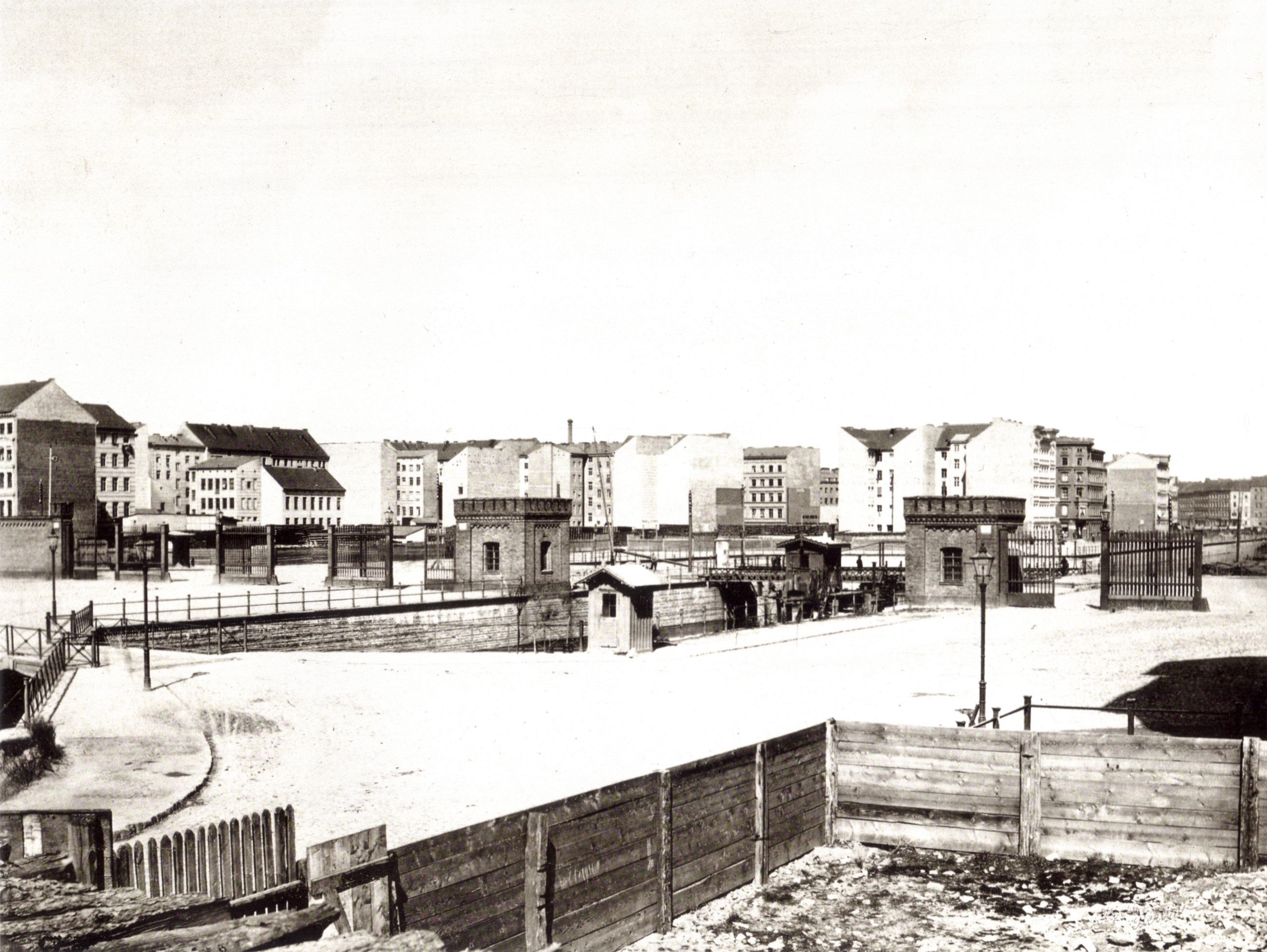
Wassertor, 1865

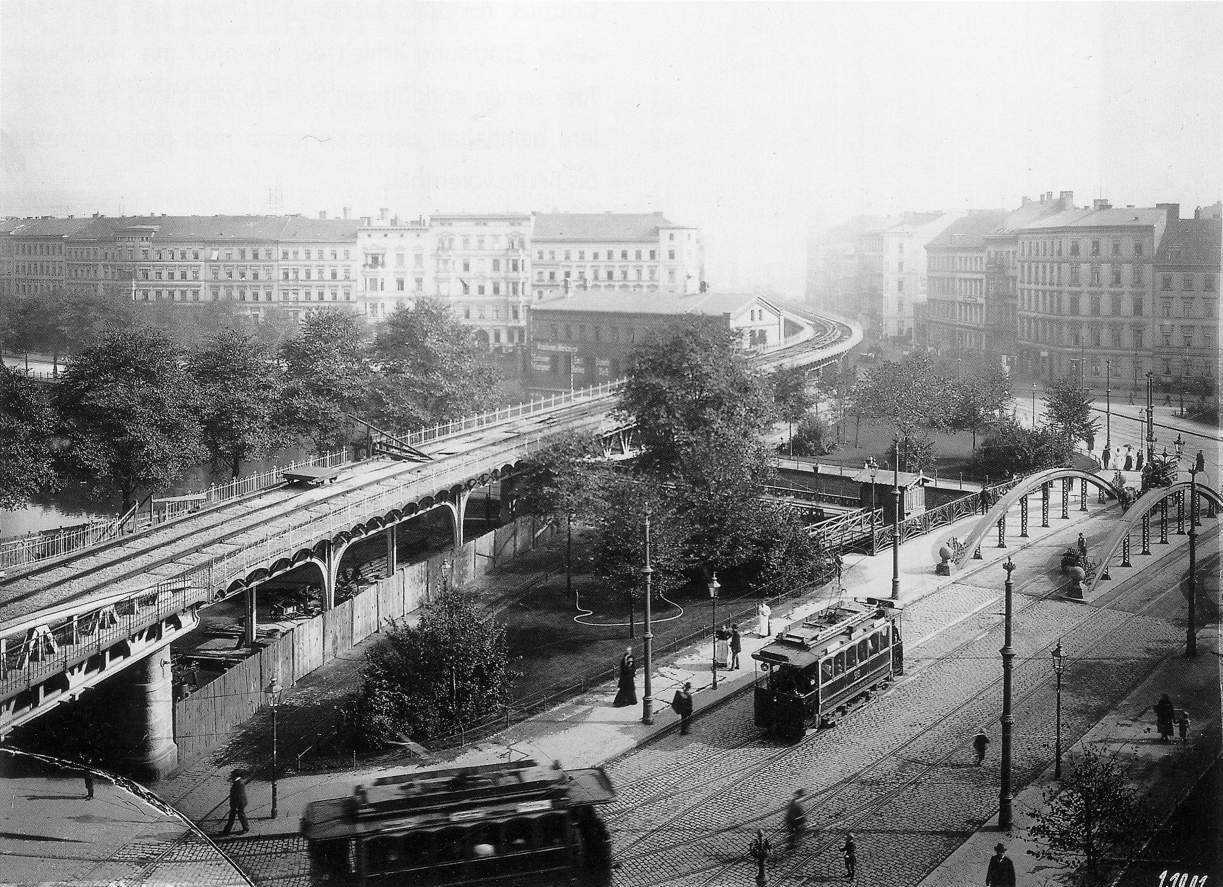
Wassertorplatz, Blickrichtung Kottbusser Tor: rechts die Wasserthorbrücke, mittig die Drehbrücke der Verbindungsbahn, links das Hochbahnviadukt, 1901

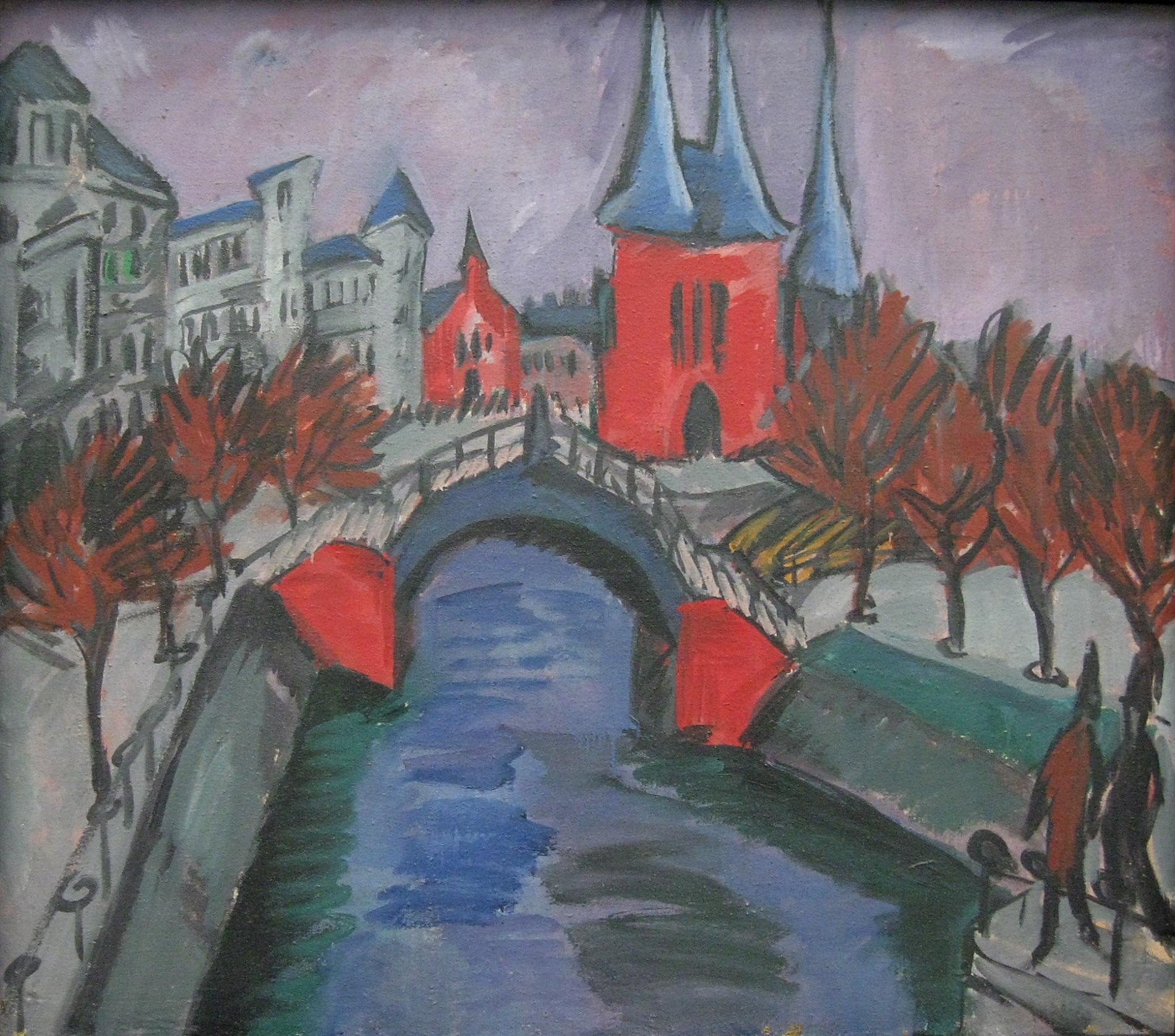
Elisabethufer, Ernst Ludwig Kirchner, 1913

Der Kanal begann am damaligen Urbanhafen und verlief in nordöstlicher Richtung parallel zum Straßenraster. Gegliedert wurde er durch den Wassertorplatz, an dem sich ein kleineres Becken befand, den Oranienplatz, die gusseiserne Waldemarbrücke im Verlauf der Waldemarstraße und ein größeres Wasserbassin, das Engelbecken. Am Engelbecken zweigte der Kanal rechtwinklig nach Osten ab und verlief in einem Bogen nach Nordosten zur Cöpenicker Schleuse und zur Spree. Die Schleuse lag nördlich der Cöpenicker Brücke. Sie diente zur Überwindung des unterschiedlichen Wasserspiegels zwischen der Spree und des Luisenstädtischen Kanals und des Landwehrkanals und erfüllte somit denselben Zweck wie die Oberschleuse im Landwehrkanal.
Das Engelbecken ist nach dem Erzengel St. Michael benannt, dessen Statue sich heute wieder als Kopie auf dem First an der Stirnseite der Sankt-Michael-Kirche befindet. Die von August Kiß geschaffene Originalstatue des Erzengels, in Flucht zum Kanal stehend, war nach dem politischen „Westen“ ausgerichtet und wurde zu DDR-Zeiten wohl aus ideologischen Gründen abgebaut. Die Sankt-Michael-Kirche ist infolge alliierter Luftangriffe während des Zweiten Weltkriegs eine Ruine.
Die relativ markante Linienführung mit den rechtwinkligen Biegungen am Urbanhafen und am Engelbecken war der Anlage der Stadt geschuldet. Aus Sicht der Schifffahrt war sie wenig sinnvoll. Der Kanal entstand zusammen mit den an seinen Uferstraßen errichteten spätklassizistischen Gebäuden und bildete mit ihnen auch ein städtebauliches Ensemble. Er ist insofern von stadtplanerischer Bedeutung, als es sich hier um einen Versuch handelte, Wasser als städtebauliches Gestaltungselement zu nutzen.
Die nordwestlich gelegene Straße zwischen Oranienplatz und heutigem Heinrich-Heine-Platz hieß ursprünglich Luisenufer und trägt seit dem 31. Juli 1947 den Namen Legiendamm nach dem Gewerkschaftsführer Carl Legien. Die gegenüberliegende, südöstlich am Kanal und Engelbecken, gelegene Straße hieß seit 1849 Elisabethufer. Ebenfalls am 31. Juli 1947 wurde sie zu Ehren von Wilhelm Leuschner in Leuschnerdamm umbenannt. Die Häuser am Legiendamm und Leuschnerdamm tragen fortlaufende, sich ergänzende Hausnummern. Häuser am Legiendamm haben nur gerade, die am Leuschnerdamm nur ungerade Hausnummern.
Bereits 1937 wurden Luisenufer und Elisabethufer in jeweils zwei Abschnitte aufgeteilt. Am Oranienplatz wechseln die Straßennamen. Seit 1947 heißt die Fortführung des Legiendamms bis zum Landwehrkanal Segitzdamm (nach dem SPD-Politiker Martin Segitz), die des Leuschnerdamms Erkelenzdamm (nach Anton Erkelenz, einem Reichstagsabgeordneten der Deutschen Demokratischen Partei).

## Brücken
Die beiden Seiten des Kanals wurden im Laufe der Zeit durch insgesamt zwölf Brücken miteinander verbunden, darunter einige reine Fußgängerbrücken. Das waren von der Spree zum Landwehrkanal hin betrachtet:
| 1. die Zwillingsbrücke, 2. die Köpenicker Brücke, 3. die Melchiorbrücke, 4. die Adalbertbrücke, 5. die Elisabethbrücke, 6. die Königinbrücke, | 1. die Waldemarbrücke, 2. die Oranienbrücke, 3. die Luisenbrücke, 4. die neue Wassertorbrücke, 5. die Drehbrücke der Verbindungsbahn, 6. das Viadukt der Hochbahn, | 1. die alte Wassertorbrücke, 2. der Luisensteg, eine ummantelte Überführung von Gasrohren kurz vor der Einmündung des Kanals in den Landwehrkanal am Urbanhafen, der als Fußsteg genutzt wurde. |

Von diesen Brücken ist in ihrer alten Form nur die Waldemarbrücke erhalten, die 1995 rekonstruiert wurde.

## Grünanlage

### Barths Kunstgriff
Der Kanal wurde am 15. Mai 1852 eröffnet. Eine große Bedeutung für den Wasserverkehr hat er nie erlangt. Aufgrund des kaum vorhandenen Verkehrs und des geringen Gefälles stand das Wasser im Kanal, was zu starken Geruchsbelästigungen für die Bevölkerung führte. Aus diesen Gründen beschloss der Berliner Magistrat am 16. Januar 1926, den Kanal wieder verfüllen zu lassen – auch bei dieser Maßnahme handelte es sich um ein Programm zur Arbeitsbeschaffung. Zur Verfüllung des Kanals wurde Aushubmaterial vom Bau der Gesundbrunnen-Neukölln-U-Bahn (GN-Bahn, spätere U-Bahn-Linie 8) verwendet, deren Bauarbeiten in der nahen Reichenberger Straße, am Moritzplatz und in der Neanderstraße (seit 1960: Heinrich-Heine-Straße) im Gang waren.
Im Sinne von Lennés Vorstellung wohnortnahen Grüns für den dicht besiedelten Stadtteil wurde der Kanal unter der Leitung von Erwin Barth, dem gerade ernannten Stadtgartendirektor von Groß-Berlin, und Leo Kloss zu einer Grünfläche umgestaltet. Die Schwierigkeit einer lang gezogenen und nur 22 Meter breiten Grünfläche löste er mit einem Kunstgriff: er ließ den Kanal nicht bis zum Straßenniveau verfüllen, sondern nur bis knapp über die ursprüngliche Wasserlinie. Die Ufermauern aus Backsteinen blieben erhalten, und Barth ließ ihnen Brüstungen aufmauern. Um die Grünanlage abwechslungsreich zu gestalten, teilte er sie in zehn Abschnitte mit eigenständigem Charakter auf. Er schuf Sitzecken, Veranden, Kinderspielplätze und Brunnen, sogar schmale Wasserrinnen – das Thema Wasser war bestimmend für Barths Planungen. Dazwischen gab es befestigte Wege, Rasenflächen, Blumenbeete, Blütensträucher, Gehölze und verschiedene Ziergärten mit Dahlien-, Rosen-, Wald- und Alpenpflanzungen.
Das Engelbecken blieb als Wasserfläche erhalten, rundherum entstanden Laubengänge. Im Becken selbst gab es 16 Fontänen, die abends illuminiert wurden. Die Grünanlage wurde 1932 fertiggestellt – aus Kostengründen aber nicht im ursprünglich geplanten Umfang. Insbesondere der südliche Abschnitt entsprach nicht vollständig den einstigen Planungen.

### Nachkriegszeit

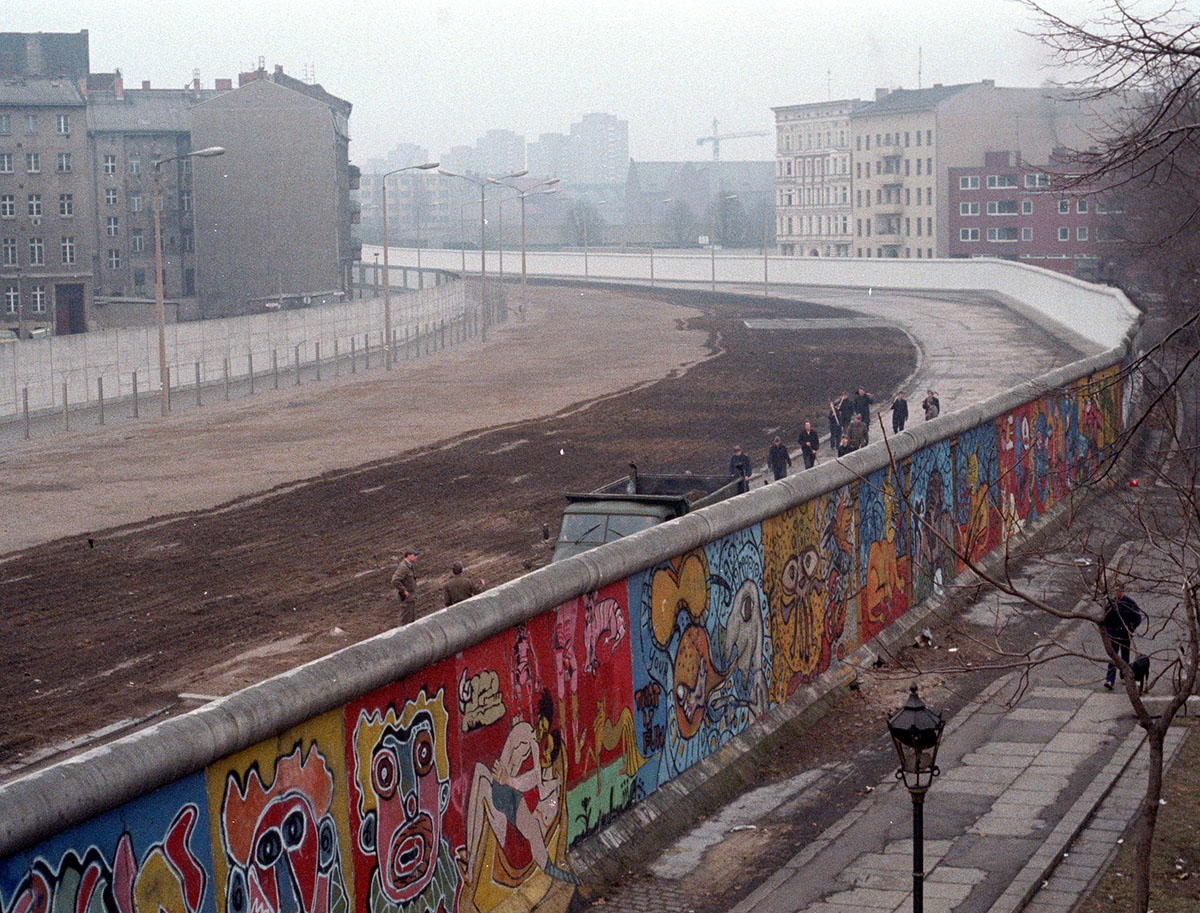
Zugeschütteter Kanal im Todesstreifen östlich der Adalbertstraße, 1986

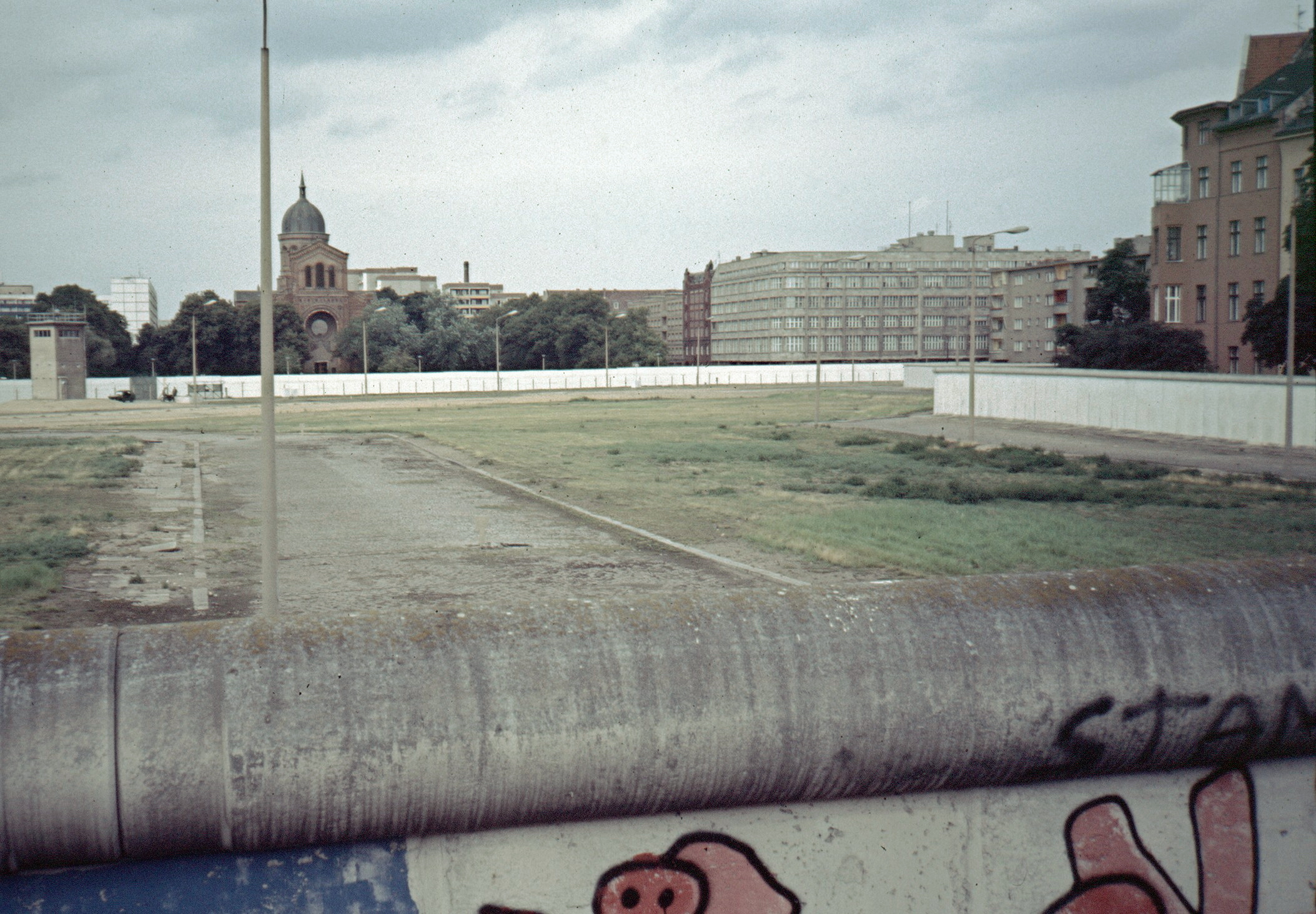
Todesstreifen auf dem verfüllten Engelbecken, 1987

Nach den Luftangriffen der Alliierten in den letzten Kriegsjahren musste viel Bauschutt beiseitegeräumt werden. Man schüttete zahlreiche Trümmerberge auf und verfüllte die tiefer gelegenen Teile des Luisenstädtischen Kanals mit Schutt.
In der Nachkriegszeit verlief die Grenze zu Ost-Berlin zwischen der Spree und der Waldemarstraße; der südlich der Waldemarstraße gelegene Teil gehörte zu West-Berlin. Nach dem Mauerbau 1961 wurden der Kanal und das Becken komplett verfüllt und planiert. Auf der Fläche entstand ein Abschnitt des Todesstreifens der Berliner Mauer.
Für die Internationale Bauausstellung 1984 (IBA) in Kreuzberg wurde der südliche Teil der Gartenanlage wiederhergestellt und in die Form gebracht, die er auch heute noch weitgehend hat.

### Nach der Wende

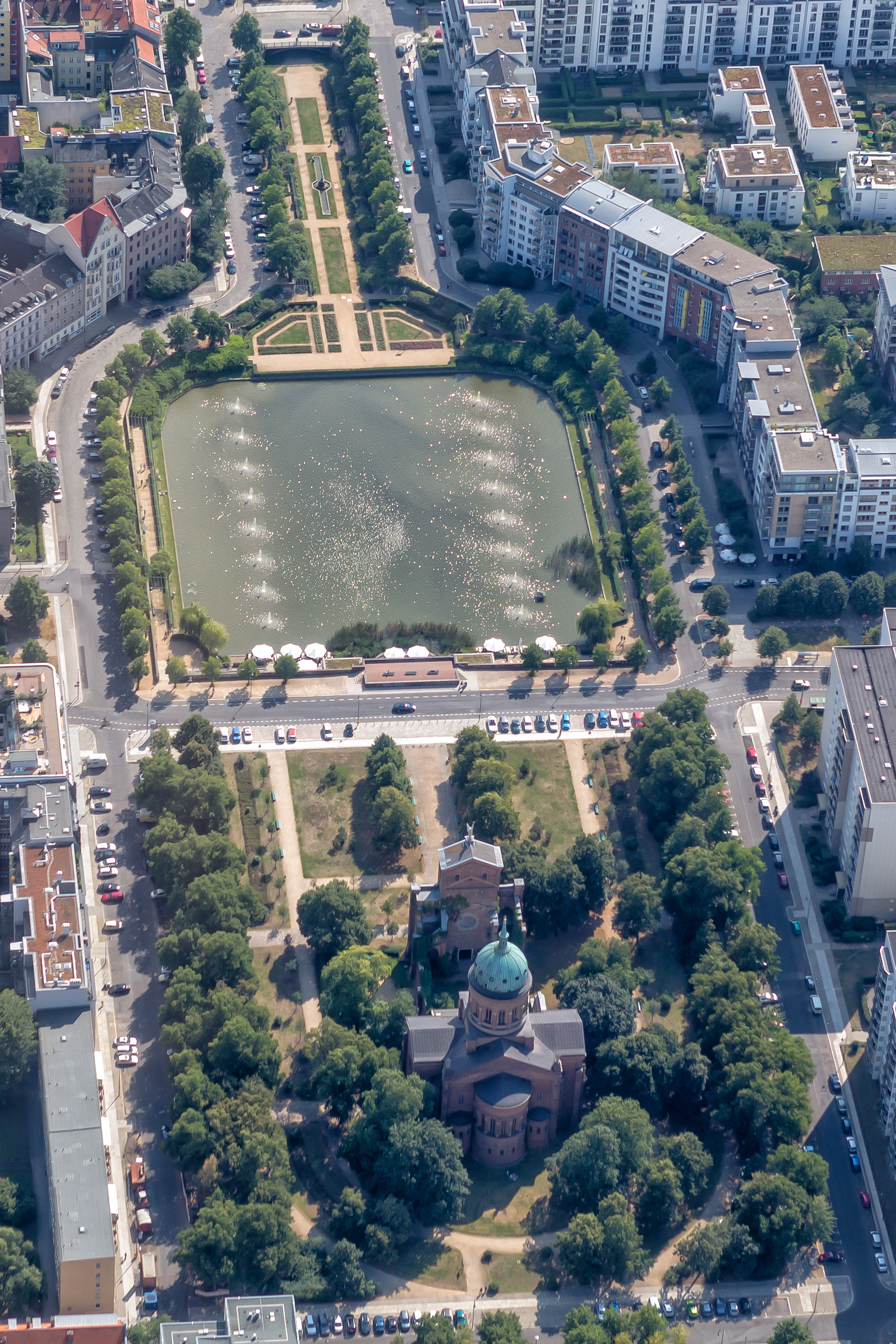
Luftaufnahme des Engelbeckens, unten die St.-Michael-Kirche, 2016

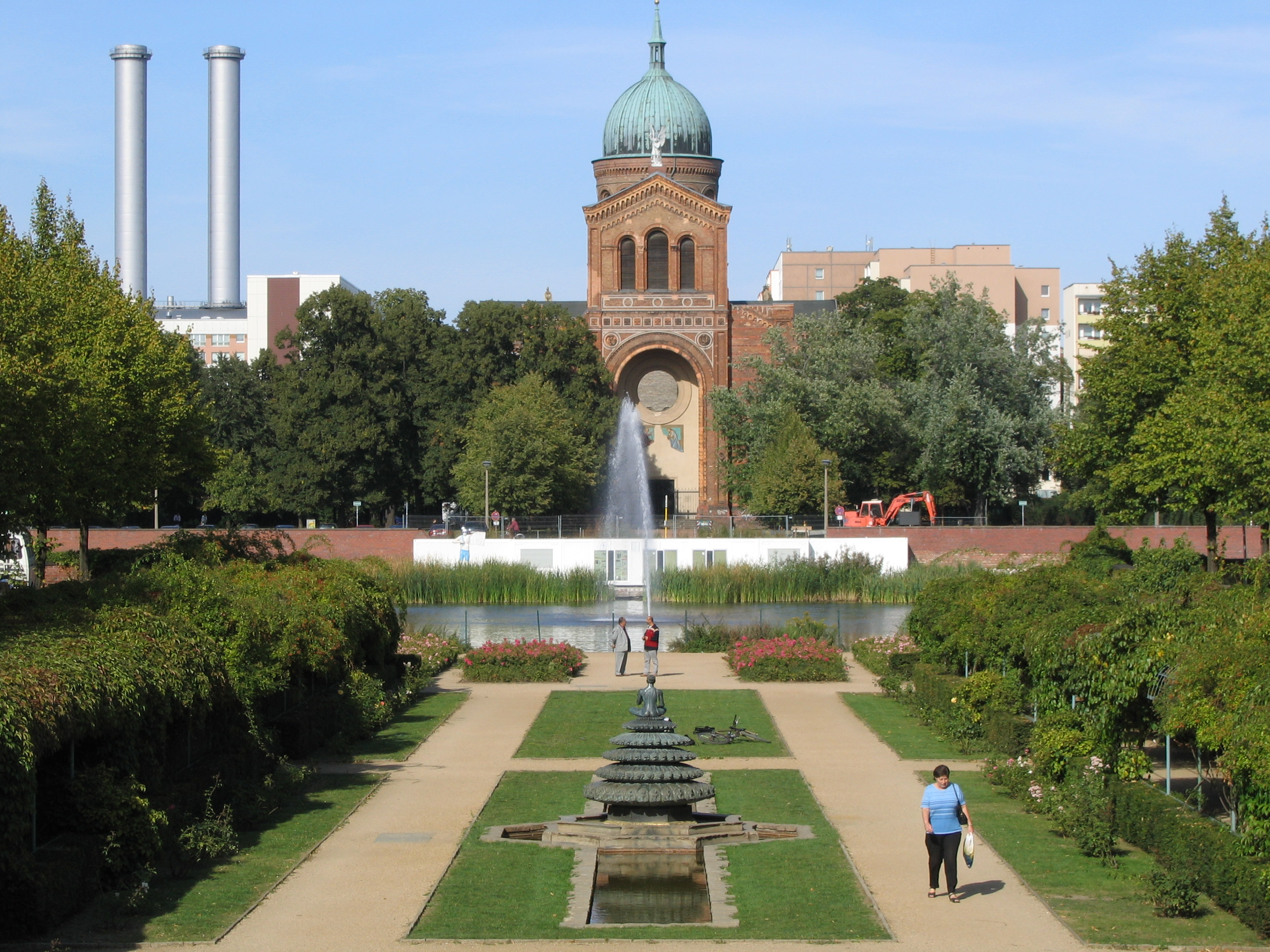
Grünzug im Verlauf des Luisenstädtisches Kanals, im Hintergrund das Engelbecken und die St.-Michael-Kirche, 2004

Kurz nach der politischen Wende und der Wiedervereinigung Berlins im Jahr 1990 gab es Bestrebungen, die beiden Hälften des Luisenstädtischen Kanals wieder zu vereinheitlichen und die alte Gestaltung der Vorkriegszeit wiederherzustellen. Im Rahmen von gartenarchäologischen Untersuchungen wurden Probebohrungen vorgenommen, und unerwartet wurde festgestellt, dass die Kaimauern und die Gartenanlagen nur wenig beschädigt waren; sogar Reste der Vegetation waren zu finden. Seit 1991 wird die Grünanlage unter Leitung des Büros Schumacher wieder hergestellt und seitdem abschnittsweise der Öffentlichkeit übergeben. Im April 1993 wurde der Immergrüne Garten zwischen Engelbecken und Adalbertstraße wieder eröffnet und im Juni 1995 der Rosengarten zwischen Engelbecken und Waldemarbrücke.
Bereits Anfang der 1990er Jahre begann die teilweise Aushebung des Engelbeckens als Suchgrabung. Wegen Finanzierungsproblemen kam die Rekonstruktion des Engelbeckens ins Stocken. Das Becken blieb daher für einige Jahre im nur an den Rändern entlang ausgebaggerten Zustand, wo bereits das Grundwasser hervortrat. Erst 1999 wurde auch der Mittelbereich vollständig ausgehoben. Im Frühjahr 2006 wurde der Beckenbereich weiter vertieft und die marode, teilweise abgerutschte Beckenumfassung als Betonumfassung zur Stabilisierung neu errichtet.
Die Rekonstruktionsmaßnahmen im Frühjahr 2006 beinhalteten auch die Wiederherstellung des weiter östlich verlaufenden 500 Meter langen Kanalteils zwischen Adalbertstraße und Melchiorstraße sowie 2008 des restlichen 200 Meter langen Abschnitts zwischen Melchiorstraße und Köpenicker Straße als Grünanlage. Seit den 2010er Jahren führt ein Spazierweg unter einer vierreihigen Lindenallee auf rund 2,5 Hektar Parkfläche im ehemaligen Bett des Kanals in Richtung Spree. Südöstlich ergänzt wird die neue Grünanlage durch das zu sanierende vernachlässigte Gelände am Künstlerhaus Bethanien und den umgestalteten Mariannenplatz.
Der Luisenstädtische Kanal ist als schützenswertes Gartendenkmal in die Landesdenkmalliste Berlins aufgenommen.